# Ficol
El ficol es un polisacárido hidrofílico altamente ramificado, y es soluble en soluciones acuosas. Marca registrada propiedad de la empresa GE Healthcare.
Ficol hace parte de “Ficoll-Paque”. Este es utilizado muy comúnmente en laboratorios de biología molecular con el fin de separar los componentes de la sangre tales como los eritrocitos, granulocitos y leucocitos entre otros. 
El Ficol luego de ser centrifugado con la sangre, revelara en capas de  arriba para abajo: Plasma, capa leucocitica, Ficol-paque, eritrocitos y granulocitos. 